# Digital Video
För andra betydelser, se DV (olika betydelser).

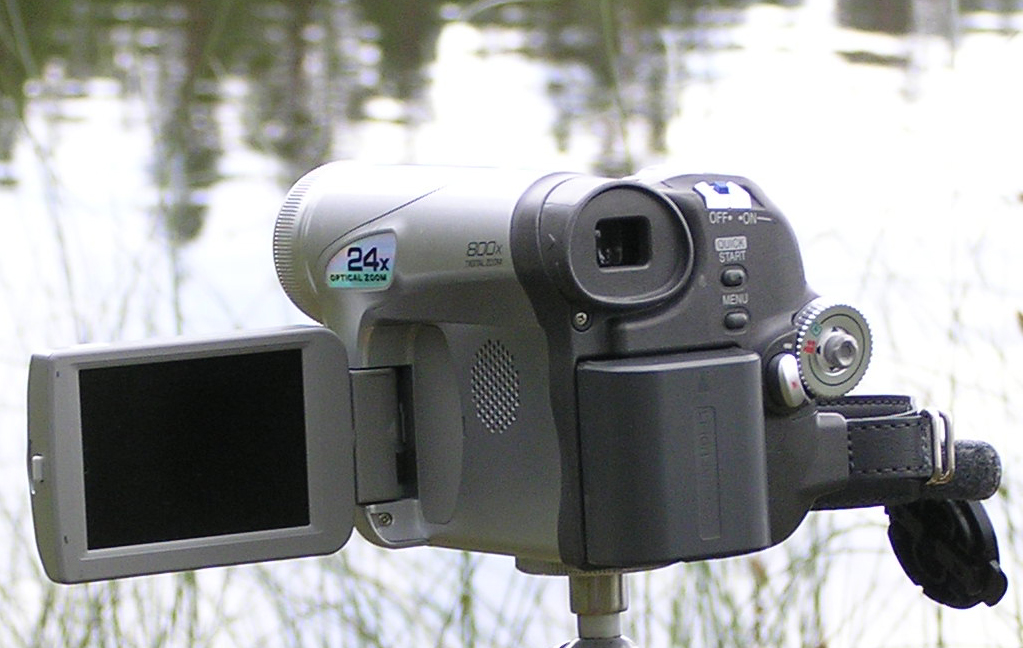
DV-kamera

Digital Video (DV) är ett digitalt videoformat som lanserades 1994 och blev med dess kassettband MiniDV en standard för konsument- och semiprofessionellt bruk. DV-formatet syftar både på bandformatet och videokodeken vilken i jämförelse med äldre konsumentformat som 8 mm, Hi-8 och VHS-C återger bättre bildkvalitet. DV har gjort det möjligt för filmskapare att göra film billigt, ibland associerat till filmer utan budget. Detta format har numera ersatts av inspelning på minneskort, huvudsakligen SDXC.

## Varianter
Det finns ett antal variationer av DV-standarden där framförallt kassettformatet och bandtransporten skiljer sig:
- DVCAM är ett format som i första hand erbjuder större säkerhet mot läs- och skrivfel, så kallade drop-outs, jämfört med MiniDV. Själva signalen är (normalt) identisk med den som lagras på exempelvis ett vanligt MiniDV-band. Detta uppnås genom en ökning av hastigheten på bandtransporten: spelar man in en DVCAM-signal på ett konventionellt DV-band får man ut 2/3 av inspelningstiden (exempelvis cirka 40 minuter på ett 60 minuters band).

- Digital8 är ett dv-format lanserat av Sony. Samma videocodec som för exempelvis MiniDV används, fast datan lagras istället på Hi-8-kassetter. Signalen är med andra ord identisk.

- DVCPRO lanserades av Panasonic som ett alternativ till DV främst för nyhetsproduktion. Detta format finns i två varianter – DVCPRO25 och DVCPRO50. Siffran syftar till den bitrate som används, i Mbit/s. Det finns också en HD-variant av DVCPRO kallad DVCPRO-HD eller DVCPRO100.

- HDV är en HD-variant av DV.

## Specifikationer
En sekund film i DV-formatet upptar cirka 3,5 MB och är komprimerat 5:1; en timme film upptar cirka 12 GB. Bildstorleken i PAL är normalt 720 x 576 pixlar, progressivt eller sammanflätat (Interlace).